# Effetti visivi e nuove tecnologie di The Mandalorian
Di seguito le nuove tecnologie utilizzate nella realizzazione della serie televisiva statunitense The Mandalorian.

## Effetti visivi e nuove tecnologie
Per lavorare sulle serie televisive live-action di Guerre stellari, lo studio di effetti visivi Industrial Light & Magic, una filiale di Lucasfilm, ha aperto una nuova divisione nel novembre 2018 chiamata ILM TV, destinata alla televisione episodica e in streaming. Con sede a Londra, con il supporto delle sedi della ILM a San Francisco, Vancouver e Singapore, uno dei primi progetti per la nuova divisione è stato The Mandalorian. Durante la regia de Il libro della giungla, Favreau aveva utilizzato grandi schermi sul set per creare un'illuminazione interattiva, così quando le riprese in live-action erano combinate con un ambiente digitale in post-produzione l'effetto sarebbe stato più realistico. Aveva trovato il processo efficace, ma che richiedeva tempo. Quando ha iniziato a lavorare su Il re leone, Favreau ha lavorato con l'azienda Moving Picture Company, sviluppatore della tecnologia Magnopus, e il software per il motore grafico Unity per sviluppare un nuovo sistema di telecamere virtuali che gli ha permesso di filmare scene in un ambiente di realtà virtuale come se stesse filmando con telecamere fisiche. Per Il re leone, i risultati della fotografia virtuale sono stati poi renderizzati da MPC come animazione finale per il film. In The Mandalorian, Favreau ha voluto utilizzare la tecnologia della realtà virtuale per aiutare la fotografia in live-action e anche sviluppare il sistema di video wall. La ILM ha collaborato con lo sviluppatore di videogiochi Epic Games per creare un nuovo sistema chiamato StageCraft basato sul motore grafico di Epic Unreal Engine. StageCraft è costituito da grandi schermi video a LED su cui è possibile rendere in tempo reale gli ambienti digitali per consentire agli attori di esibirsi.
Durante la pre-produzione, il processo di fotografia virtuale sviluppato per Il re leone è stato utilizzato per pianificare le riprese della serie e determinare quali ambienti sarebbero stati necessari sul set. Gli ambienti digitali sono stati poi creati dalla ILM e aggiunti a StageCraft pronti per la fotografia in live-action con gli attori. Alcuni di questi ambienti erano basati sulla fotografia di luoghi in paesi come l'Islanda e il Cile, su cui Favreau ha detto: "Gli attori non vengono portati sul luogo. Il luogo è portato agli attori". Gli ambienti sono stati progettati dal dipartimento di arti visive della serie, guidato dal direttore creativo della Lucasfilm Doug Chiang e dallo scenografo Andrew L. Jones. Durante le riprese, gli ambienti digitali sono stati renderizzati su un videowall in tempo reale, permettendo ai registi e agli attori di vedere gli ambienti. La ILM ha utilizzato una versione più piccola della tecnologia utilizzata per Solo: A Star Wars Story (2018), ma su The Mandalorian ha utilizzato un set alto 6,4 metri, e con un diametro di 23 metri, circondato da un video wall a LED semicircolare a 360 gradi. Il set dei Manhattan Beach Studios è indicato come un "volume", che è tradizionalmente il nome per le fasi di motion capture. L'intenzione iniziale di Favreau era quella di utilizzare il video wall come un modo per fornire un'illuminazione interattiva realistica per gli attori, con una sezione dello schermo dietro gli attori che visualizza uno schermo verde in modo da aggiungere una versione di qualità superiore dello sfondo in post-produzione. Durante i test di ripresa con la tecnologia, il team si rese conto che l'Unreal Engine poteva rendere le immagini abbastanza veloci da poter far muovere lo sfondo in relazione alla fotocamera. Questo ha permesso al sistema di mantenere l'aspetto della parallasse, dove l'ambiente apparirebbe in modo diverso in base all'angolazione che si stava osservando proprio come un reale ambiente 3D. Questo effetto provoca una certa distorsione dell'immagine sul video wall, ma appare come un ambiente reale se visto attraverso la telecamera. Le immagini riprodotte sul video wall in tempo reale erano spesso di qualità sufficientemente alta da poter essere utilizzate come effetti finali quando si girava sul set.
Elementi fisici sono stati aggiunti al volume per abbinare gli sfondi digitali, come lo sporco sul pavimento per abbinarlo a quello visualizzato sul video wall. Sono stati creati anche spazi interni, come un ufficio utilizzato dagli agenti imperiali in cui le pareti e il soffitto erano visualizzati sul video wall attorno a un tavolo fisico. La produzione aveva diverse sezioni fisiche della Razor Crest, la nave del Mandaloriano, che potevano essere collocate all'interno del volume, ad esempio con la metà anteriore della nave costruita fisicamente e la metà posteriore resa digitalmente. Gli ambienti potevano essere manipolati con StageCraft sul set come richiesto, consentendo ai realizzatori di richiedere modifiche all'ambiente e renderli sul video wall lo stesso giorno. La produzione era in grado di cambiare da un ambiente all'altro in mezz'ora, o anche più velocemente se gli elementi fisici all'interno del volume non erano visibili e non avevano bisogno di essere modificati. Uno dei principali vantaggi dell'utilizzo della tecnologia del video wall è stata l'illuminazione realistica, con la parete che forniva luce ambientale e riflessi accurati sugli attori. Questo era particolarmente importante per il Mandaloriano, che indossa un'armatura riflettente. Tradizionalmente, su una produzione che utilizza lo schermo verde, il team degli effetti visivi dovrebbe rimuovere i riflessi verdi da un personaggio od un oggetto riflettente in post-produzione, quindi aggiungere nuovi riflessi che si adattassero all'ambiente digitale. Usando StageCraft, i riflessi nell'armatura del Mandaloriano erano già corretti sul set. Ha anche consentito ai direttori della fotografia della serie di illuminare le scene in un modo che corrispondesse allo sfondo, piuttosto che illuminare il set e sperare che lo sfondo digitale corrispondesse in post-produzione come avrebbero fatto con lo schermo verde. Una tecnica utilizzata dalla produzione per garantire un'illuminazione sul video wall che sembrasse naturale era di avere gli attori in ombra, con la luce ambientale dietro di loro, spesso creando delle silhouette.

## Effetti pratici
Favreau e i registi della serie hanno posto l'accento sull'uso degli effetti pratici ove possibile, con Famuyiwa che ha spiegato che è stata la combinazione di effetti rivoluzionari e un mondo e personaggi radicati che lo ha portato per la prima volta nel mondo di Guerre stellari da bambino. Favreau ha notato che la tecnologia StageCraft utilizzata durante le riprese ha consentito ai realizzatori di utilizzare tecniche di produzione più tradizionali poiché stavano lavorando in un ambiente che potevano vedere sul set. Legacy Effects ha creato una pratica armatura per la serie, così come l'animatronica per le creature aliene. Gli effetti visivi sono stati utilizzati per rimuovere burattini e barre di controllo dalle scene che utilizzavano pupazzi. Uno dei modellisti che ha creato modelli e pupazzi per la serie è stato Tony McVey, che ha lavorato ai film originali di Guerre stellari. Al fine di ricreare le tecniche utilizzate nei film originali di Guerre stellari, il maestro degli oggetti di scena di The Mandalorian, Josh Roth, ha progettato nuove armi per la serie basate su pistole vere, poiché gli oggetti di scena originali erano versioni modificate di oggetti di scena della seconda guerra mondiale.
Il Bambino è stato creato principalmente con un pupazzo animatronico, che, è stato potenziato con effetti visivi. La produzione inizialmente prevedeva di utilizzare principalmente la CGI per il personaggio. Diversi burattinai controllavano i movimenti del corpo e della testa, gli occhi e le orecchie. Altri burattinai si occupavano di farlo camminare nelle scene in cui era necessario. Durante le riprese del terzo episodio, Chow e il team degli effetti visivi hanno rimosso il burattino in modo da poter filmare una versione di una scena senza di esso. Questo nel caso in cui avrebbero deciso che il burattino non era abbastanza convincente e avrebbe dovuto essere sostituito in CGI. Herzog li ha chiamati codardi per non essersi fidati del burattino e li ha incoraggiati a non evitare l'utilizzo degli effetti visivi. Ha dimostrato di avere ragione, poiché la produzione ha scoperto che il burattino funzionava meglio del previsto e ha iniziato a riorganizzare le scene per aggirarne i limiti piuttosto che ricorrere alla CGI.
Favreau voleva che la serie presentasse i personaggi della "lista D" dei film di Guerre stellari, il che lo ha portato a creare Kuill. La specie Ugnaught è stata introdotta per la prima volta in L'Impero colpisce ancora. Il supervisore di Legacy Effects John Rosengrant, ha spiegato che un attore non poteva muoversi liberamente attraverso le pesanti protesi necessarie per interpretare un Ugnaught, quindi l'animatronica è stata aggiunta alla testa protesica. L'attrice Misty Rosas indossava la testa e il costume per il personaggio mentre un burattinaio controllava i movimenti della bocca e un altro controllava le sopracciglia. Le battute del personaggio di Kuill sono state registrate prima delle riprese, con l'attore Nick Nolte che ha fornito due o tre letture diverse per ciascuna battuta che potevano essere interpretate per gli altri attori. Durante l'esecuzione, Rosas ha dovuto usare segnali fisici per indicare ai burattinai quando voleva che il personaggio parlasse.
La serie comprende i Blurrg, creature aliene introdotte per la prima volta nel film non canonico Il ritorno degli Ewoks. Filoni li ha introdotti nel canone con The Clone Wars e Rebels. Sono stati creati principalmente in CGI, ma quando compaiono per la prima volta nella serie tramite il binocolo del Mandaloriano, sono stati utilizzati dei modelli fisici. Questi sono stati creati da McVey e animati con la tecnica a passo uno agli Stoopid Buddy Stoodios. Il movimento tramite la tecnica a passo uno ha creato l'ispirazione per la realizzazione dei Blurrg in CGI. La Legacy Effects ha creato un modello pratico del droide IG-11 come controfigura sul set, come riferimento per l'illuminazione. Il modello comprendeva la testa, il torso e le braccia del personaggio animato tramite dei burattinai. Durante le riprese, il movimento goffo del modello è stato ritenuto adatto al personaggio ed è stato utilizzato in più scene del previsto. La versione CGI veniva mossa in modi che non sarebbero stati fisicamente possibili per un umano, sfruttando così l'aspetto inumano del personaggio. Questo differisce da K-2SO, un droide che il direttore dell'animazione Hal Hickel aveva creato per il film Rogue One: A Star Wars Story, che era basato su una performance di motion capture.
Per Rogue One, Hickel ha raccolto varie riprese di astronavi dei film originali di Guerre stellari create con modelli fisici e sistemi di telecamere a controllo del movimento. Ha portato questa collezione in The Mandalorian come guida di stile per l'aspetto e il movimento della Razor Crest. Favreau ha deciso che voleva un modello in miniatura della Razor Crest come riferimento per l'illuminazione; i modelli per la serie sono stati creati con una combinazione di stampa 3D e scultura a mano. Dopo aver visto il modello, Favreau ha suggerito di girare una singola inquadratura utilizzando le tecniche di controllo del movimento come ulteriore riferimento per la CGI. La serie non aveva preventivato questa tecnica, più costosa della CGI. John Knoll, supervisore degli effetti visivi della Industrial Light & Magic, ha costruito un nuovo impianto di controllo del movimento da utilizzare per la serie, che ha descritto come "un'operazione da garage, veloce e sporca". Per la prima stagione sono state girate 14 o 15 riprese con questa tecnica, mentre le restanti riprese in CGI della Razor Crest nello spazio sono state progettate per emulare il modello e lo stile di controllo del movimento.